# Аделяр Годбу
Аделяр Годбу (фр. Adélard Godbout, *24 вересня 1892, Сент-Елуа (Saint-Éloi), Квебек — 18 вересня 1956, Монреаль) — квебекський політичний діяч, Прем'єр-міністр Квебеку (з 11 червня 1936 — 26 серпня 1936 та з 8 листопада 1939 — 30 серпня 1944).
Під час його другого терміну на посаді прем'єр-міністра, жінки Квебеку отримали виборче право (1940).
Крім цього, він почав націоналізацію електричних компаній. На базі націоналізованих підприємств, 14 квітня 1944 було утворело державну електричну компанію Ідро-Квебек (Hydro-Québec). Процес націоналізації електричних компаній був завершений лише у 1960-ті роки, вже після смерті Годбу, на хвилі Тихої революції.
Проте, квебекуа не простили Годбу запровадження обов'язкового військового призову під час Другої світової війни всупереч його передвиборчім обіцянкам (більшість франкомовних квебекців вважало цю війну «чужою»). Внаслідок цього, Ліберальна партія Квебеку програла вибори 1944 року.